# カロデンドラム・カペンセ
カロデンドラム・カペンセ（Calodendrum capense）とはミカン科カロデンドラム属の樹木の一種である。種小名 capense は〈喜望峰地方の〉を意味し、その名の通り南アフリカ等に自生する（参照: #分布）が、公園や街中に植栽される樹木として知られており、また精油も得られる（参照: #利用）。
英名は Cape chestnut（ケープチェストナット、ケープチェストナッツ）というが、チェス（ト）ナットすなわちクリはブナ科であり、分類学的に殊更近いというわけでもない。

## 分布
南アフリカ共和国（クワズール・ナタール州、西ケープ州、ハウテン州、東ケープ州、北西州、ムプマランガ州、リンポポ州）、レソト、エスワティニ、ジンバブエ、モザンビーク、マラウイ西部、タンザニア、ウガンダ、ケニアに自生する。またインドにも移入されたものが見られる。
ウガンダではムバララ県内にまばらに点在する森林にのみ、まれに自生が見られる。
ケニアにおいては高地乾燥林や川沿いの森林内に自生し、ナイロビ近郊やケニア山の西側といった標高1,200-2,200メートルの地帯に見られる。
タンザニアでも標高1,200-2,200メートル地帯の高地常緑林や川沿いの森林に自生が見られ、湿った土壌上で最も良く生育するが、ある程度乾燥した土壌上でも育つ。
なお、ある程度の耐寒性も備えており、状態の良い木ならば-8 ℃の冷気に曝されても耐えられる。

## 特徴
高さ18メートルになる半常緑性高木。枝は密生し、樹冠は球形となる。樹皮は灰色で平滑、まだら模様や筋がある。
葉は対生で平滑、（広く）長円形あるいは披針形で基部は楔形-細くかつほぼ心臓形、先端は尖形か鈍形、葉縁は波状、有柄。6-17×3.5-10センチメートル、若いうちは（放射状）有毛であるがやがて無毛となる。
花は頂生つまり枝先につき、まばらな円錐花序、ピンク色から藤色の大形で香りのある花を多数つけ、15センチメートル以下。花弁は5枚で、反曲し、紫色の斑紋が見られ、長さ20-33ミリメートル。雄蕊（おしべ）は10本で淡青色、5枚の偽弁花は細く、赤い斑点がある。
果実は蒴果で丸く径3-5センチメートル、いぼ状の刺に覆われ木質、ざらざらしており、5裂する。
種子は黒い。

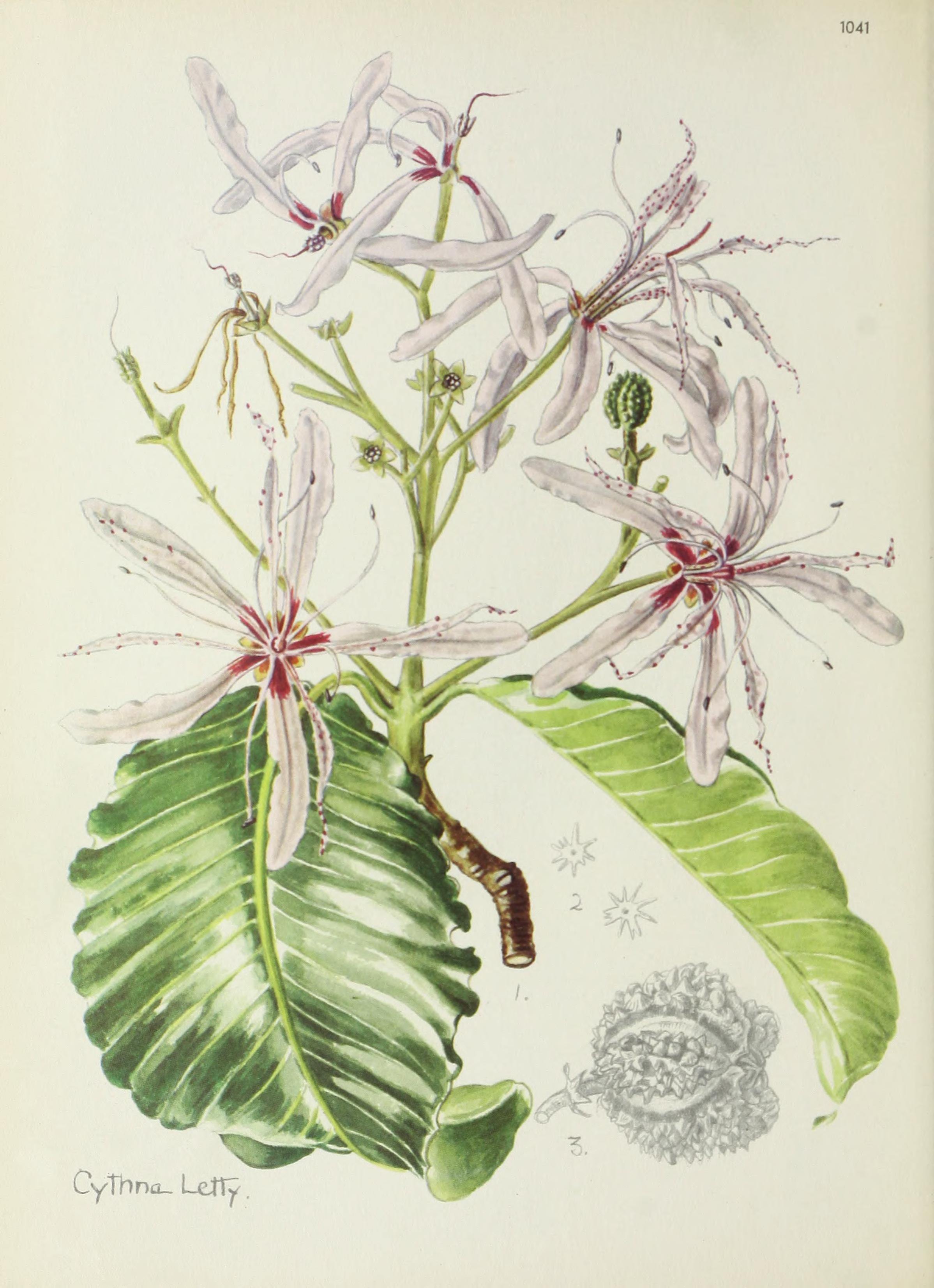
図版。
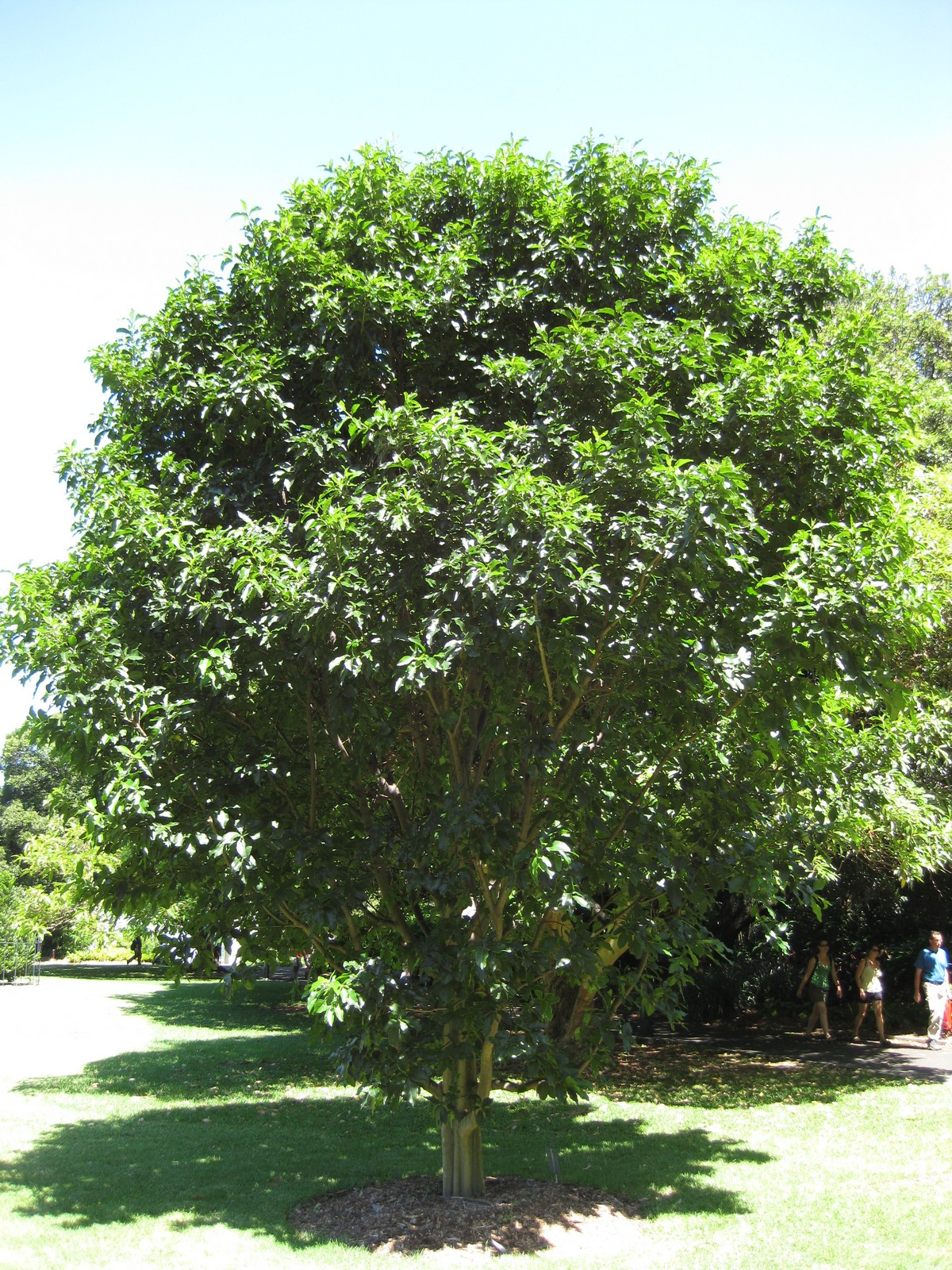
全体。オーストラリア、シドニーのシドニー王立植物園にて。
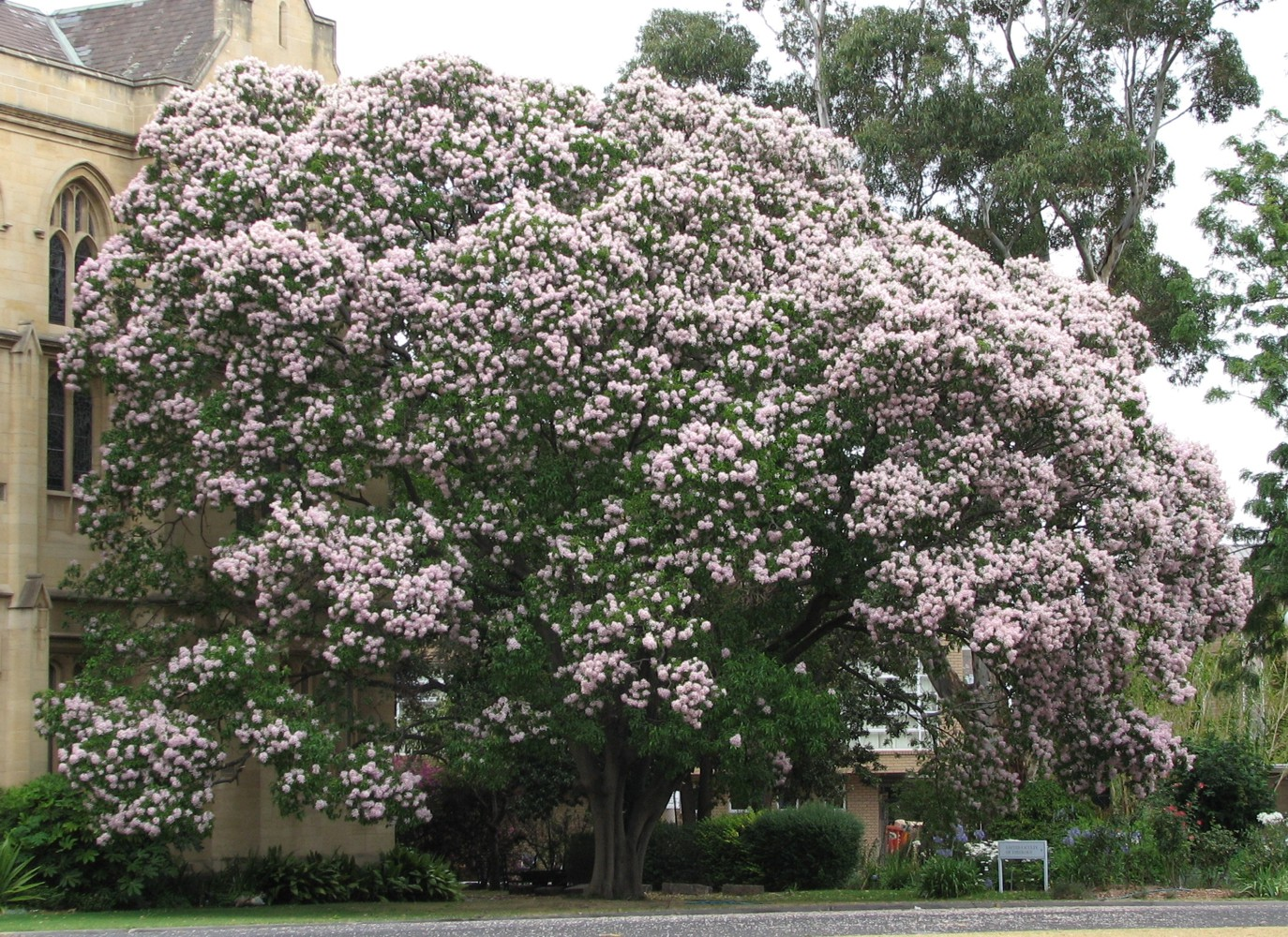
花期。オーストラリア、メルボルン大学のクインズ・カレッジ（英語版）にて。
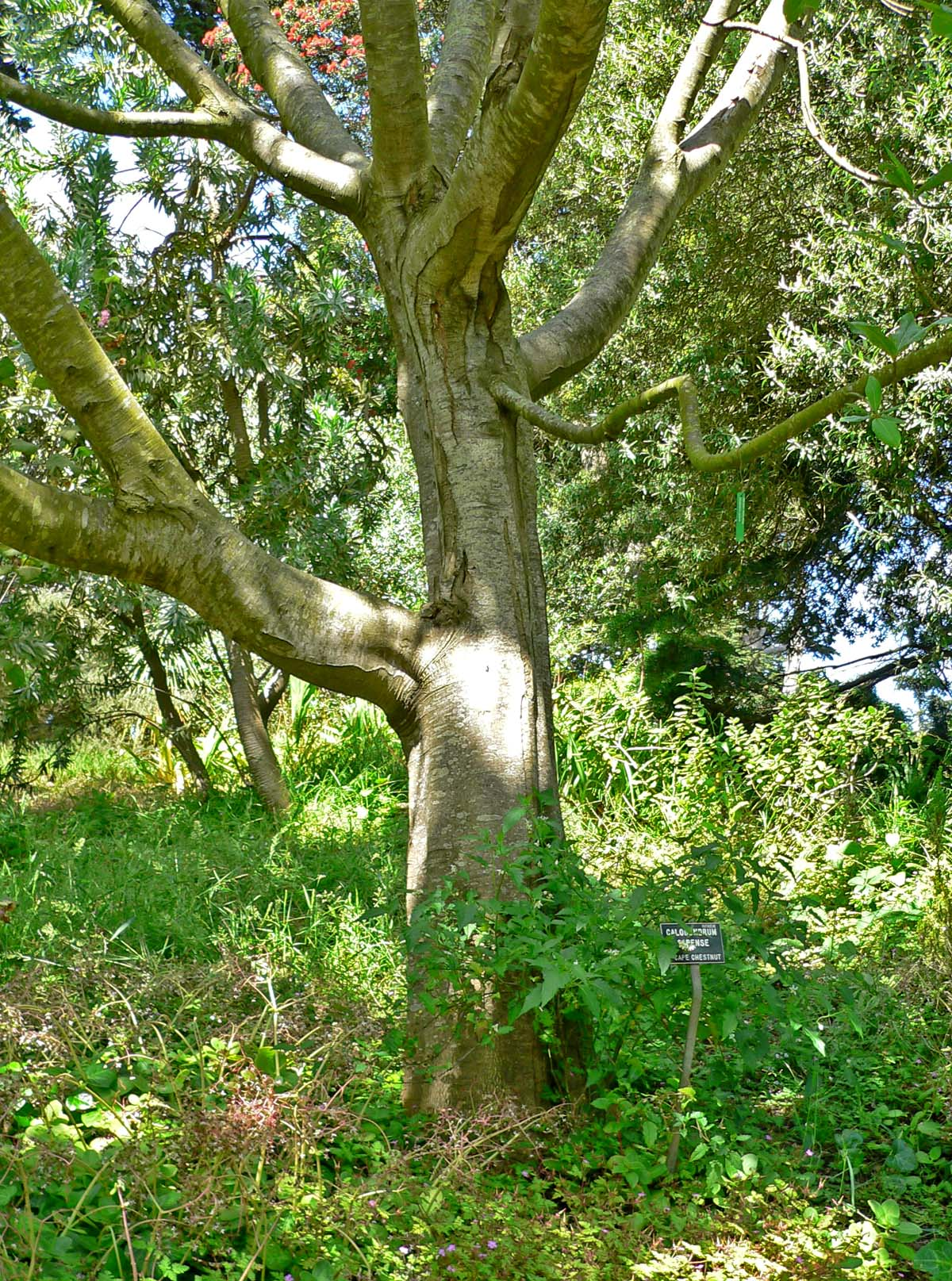
幹。アメリカ合衆国、サンフランシスコ植物園にて。
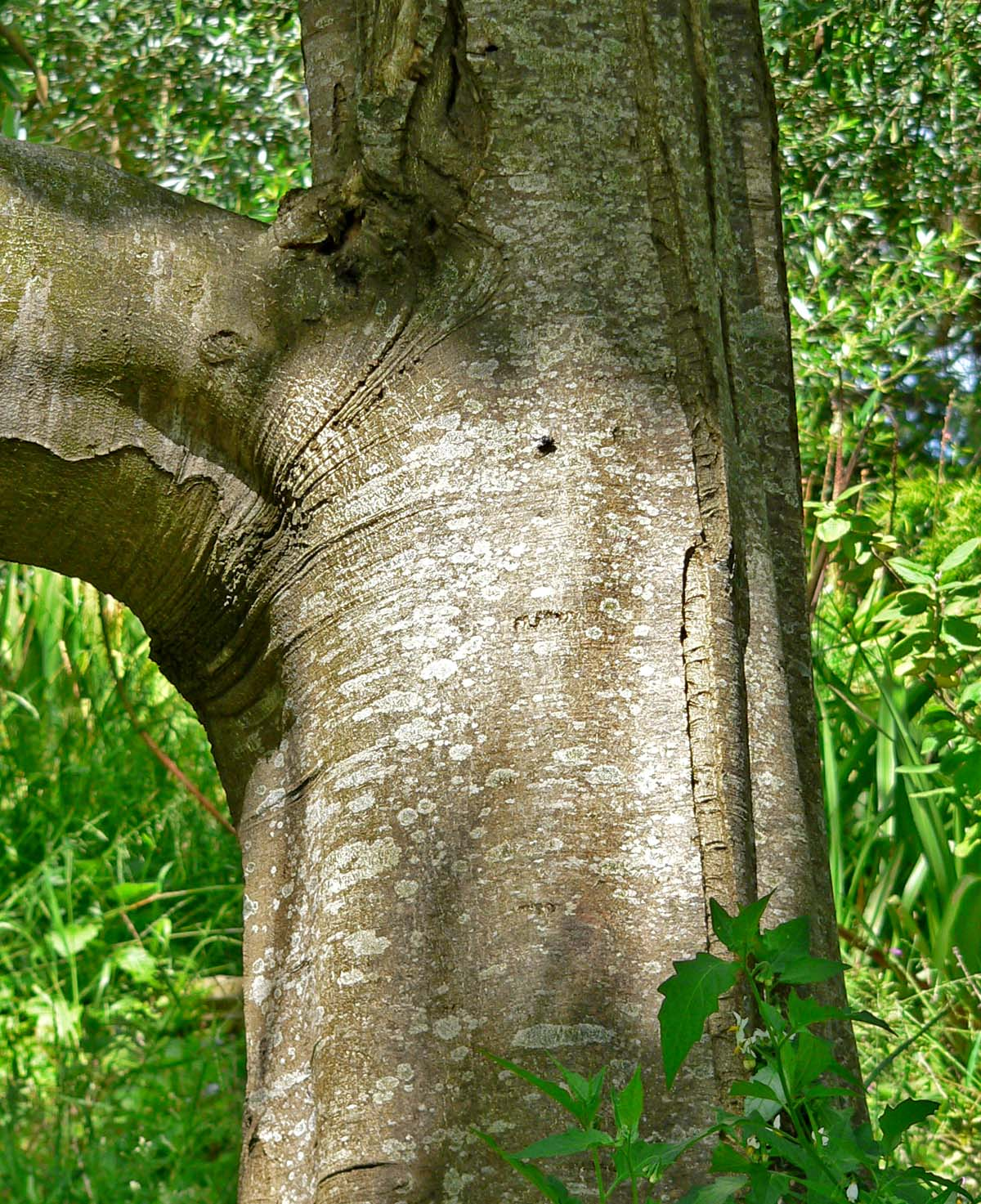
近くで見た幹。サンフランシスコ植物園にて。
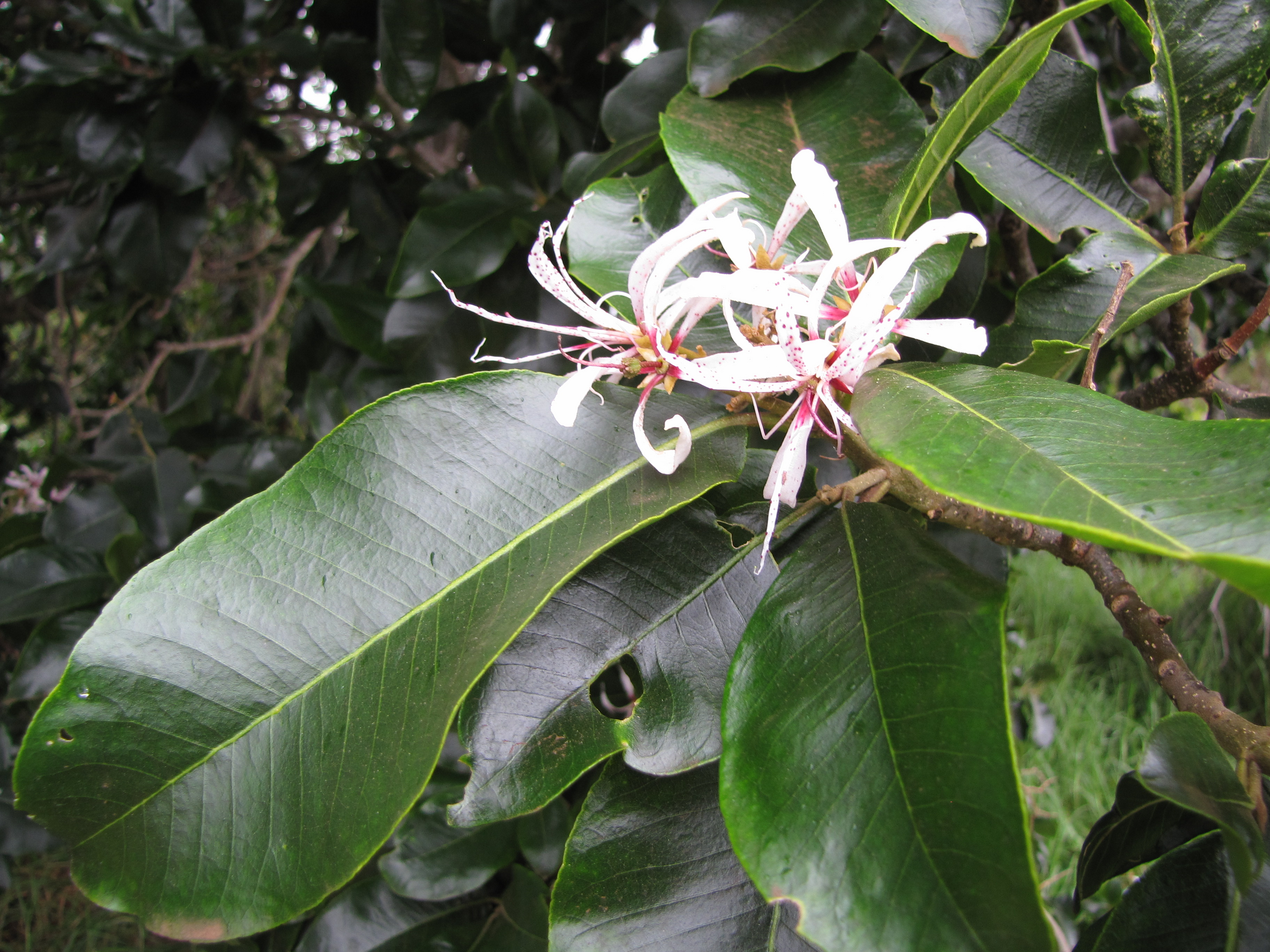
葉と花。ハワイ、マウイ島のクラ農業ステーション（英: Kula Agricultural Station）にて。
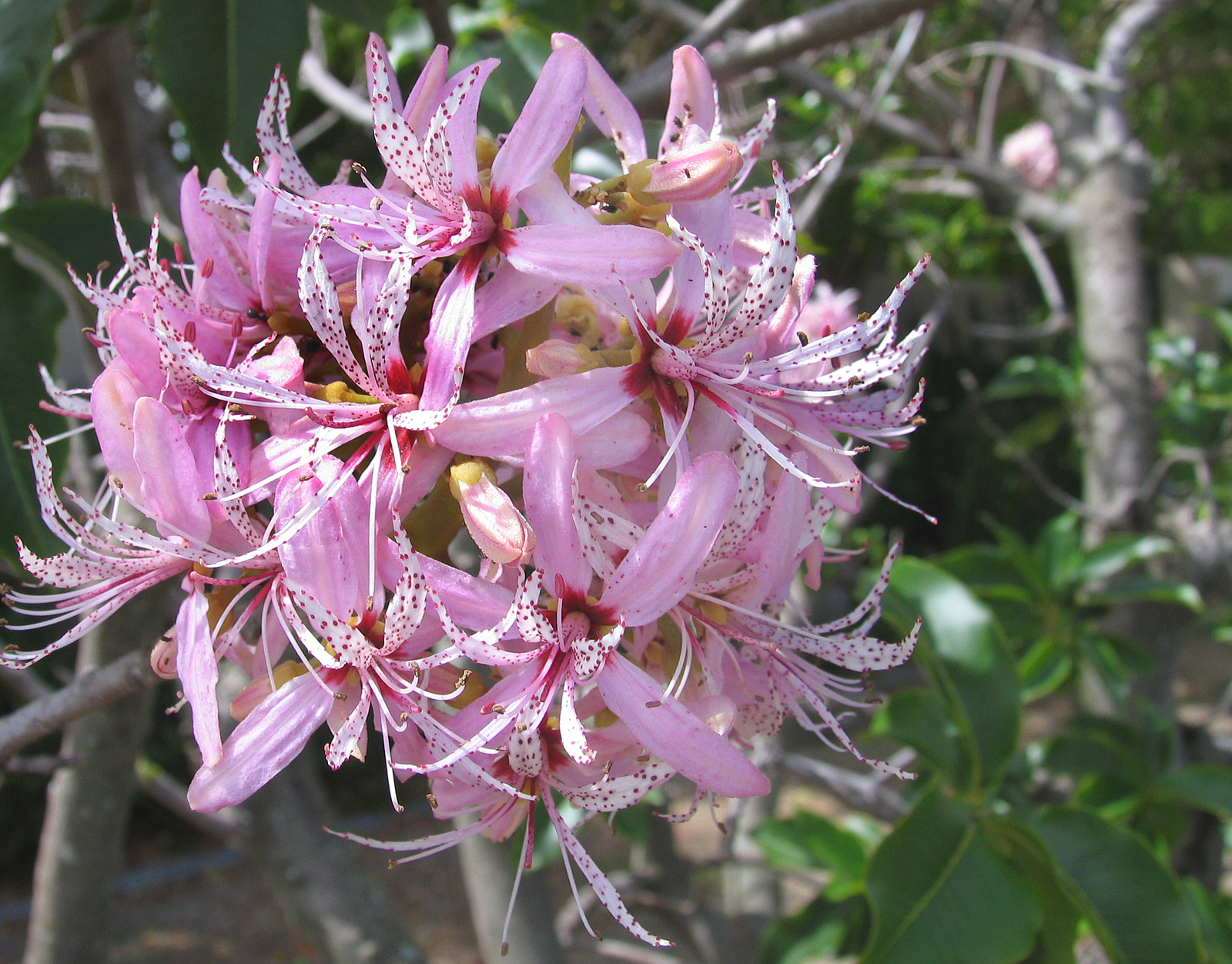
花。
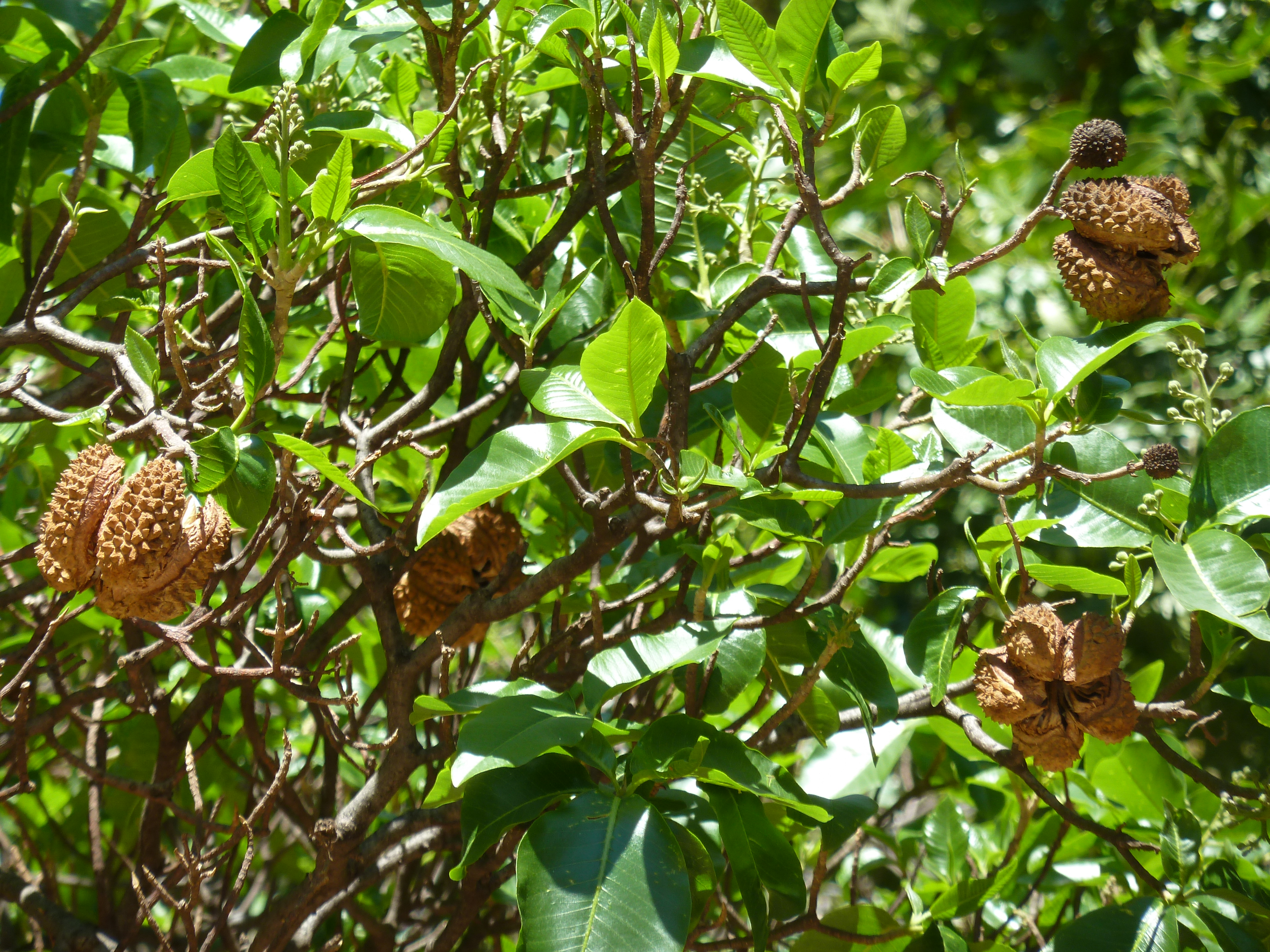
実のなった状態。南アフリカ共和国プレトリアにて。
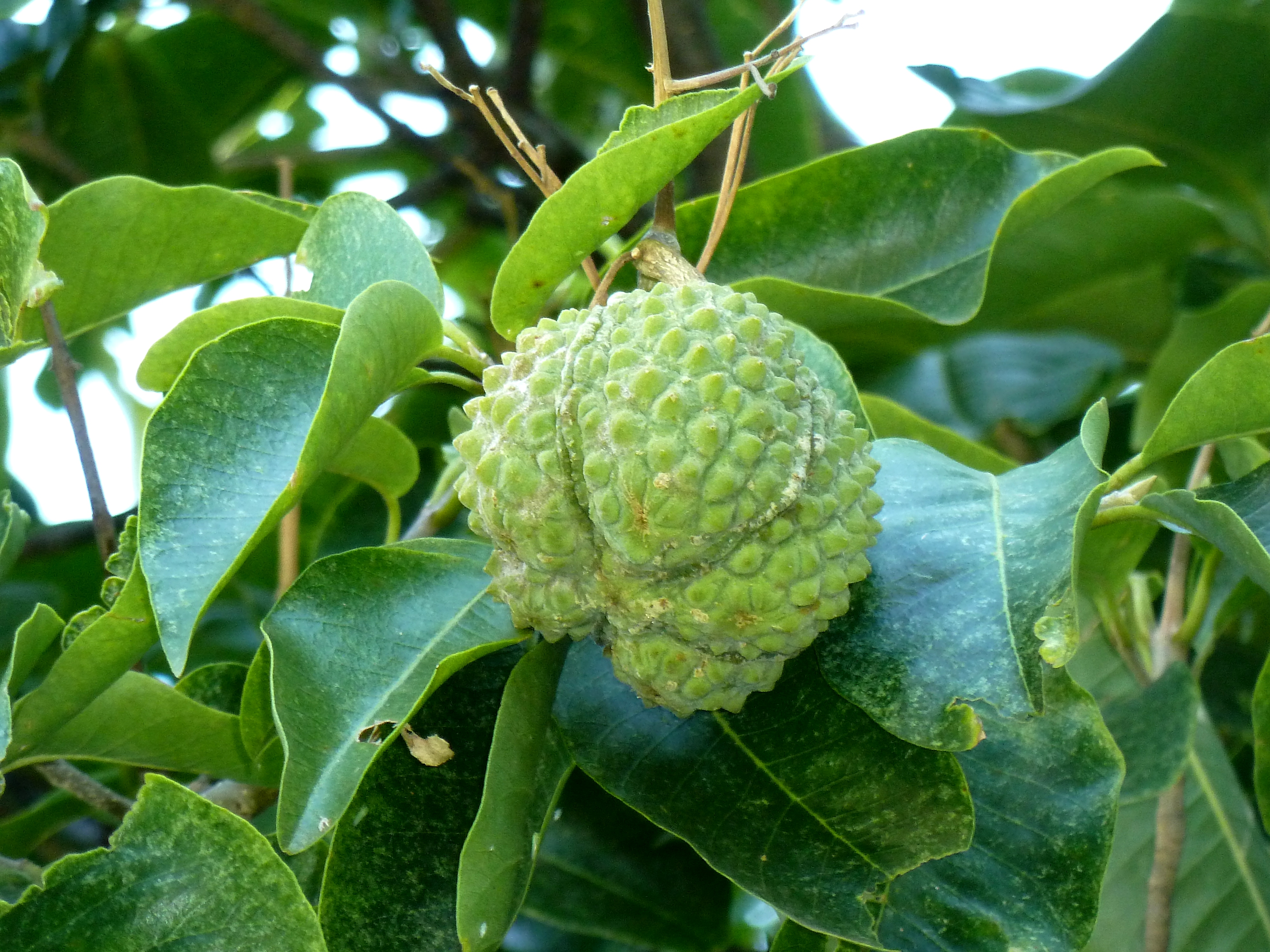
蒴果。プレトリアにて。
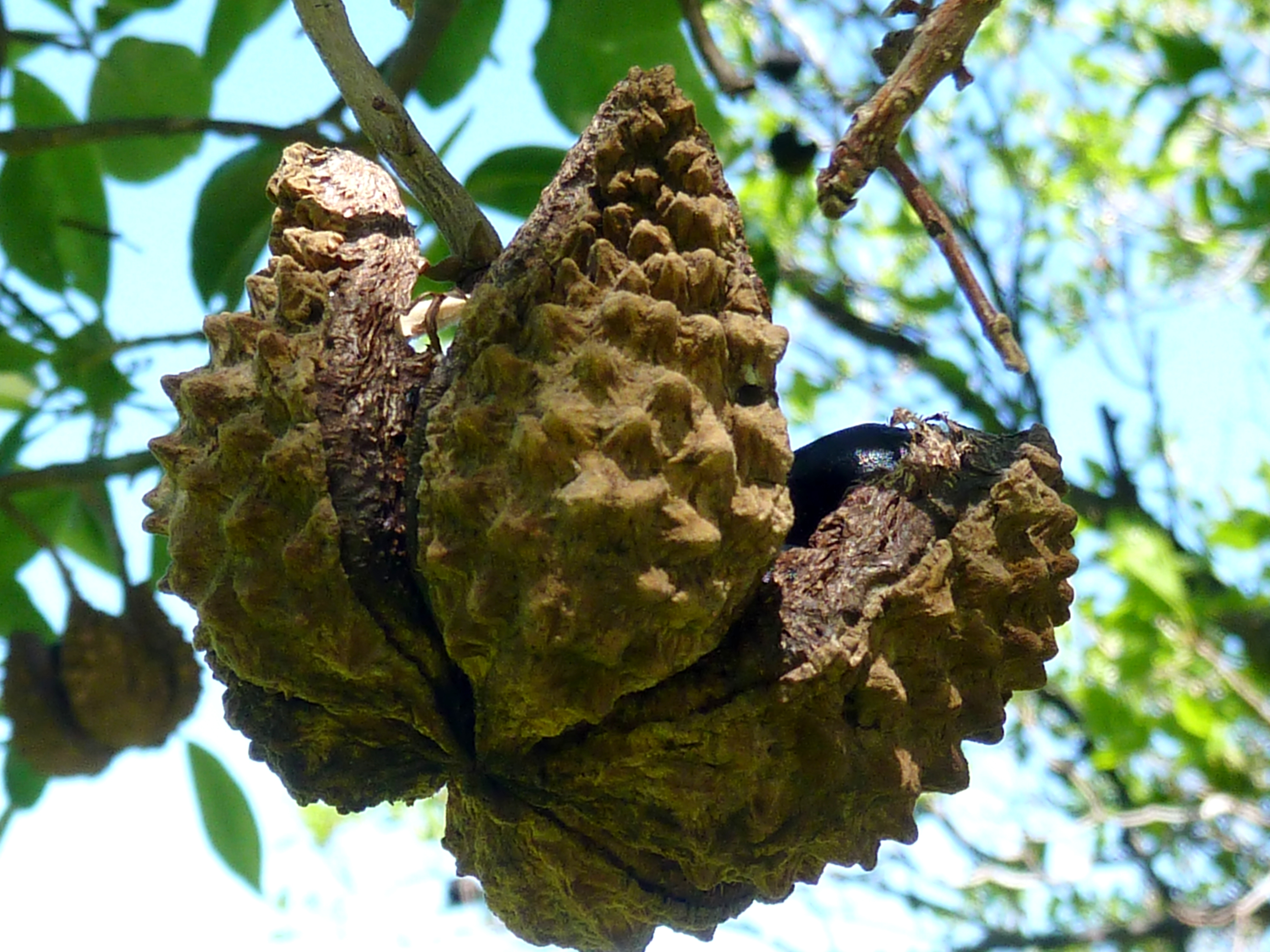
蒴果。5裂し、黒い種子を含む。プレトリアにて。

## 利用
ウガンダ、ケニア、タンザニアのアフリカ3ヶ国におけるケープチェストナットの利用法には以下のようなものがある（○印は該当する利用法が見られることを表す）。
|            | ウガンダ    | ケニア      | タンザニア |
| ---------- | ----------- | ----------- | ---------- |
| 薪         | ○           | ○           | ○          |
| 木炭       | ○           | ○           | ○          |
| 木材       | ○           | ○           | ○          |
| 家具       |             | ○（腰掛け） |            |
| 柱         | ○           | ○           | ○          |
| 道具の柄   | ○           | ○           | ○          |
| 家畜用容器 |             | ○           |            |
| 蜜源       | ○           | ○           | ○          |
| 木陰作り   | ○           | ○           | ○          |
| 観賞用樹木 | ○（街路樹） | ○           | ○          |
| マルチング | ○           | ○           | ○          |
| 防風       | ○           | ○           | ○          |

Leakey (1977) によればケニアのキクユ人はケープチェストナットの材を建造物の仕切り板（モヘレゴ mũhĩrĩgo）や養蜂用の筒（ビーハイブ）、家畜用の容器などを作るために用いていた。

### 観賞用
ケープチェストナットは日陰を作り、観賞用樹木として公園樹や街路樹に適している。街路樹としてはウガンダのカンパラなどにおいてその姿が見られる。

### 薬用
ケープチェストナットの種子からは精油が得られる。この精油は、黄色味を帯びており、味は苦く、石鹸の製造に利用される。ケニアでは収穫後の種を砕いて天日干しにし、低温圧搾法によりオイルを抽出する。伝統的には現地の植物学者や医学者により皮膚疾患を治すための軟膏として用いられてきたが、現代ではその低粘着性とほのかな香りを生かしてマッサージオイルのベースオイルやフェイスクリームなどの化粧品の原料とされている。成分はオレイン酸42.7パーセント、リノール酸31.8パーセント、パルミチン酸17.4パーセント等である。なお、種子は現地の女性たちにより収穫されたものが、コーヒー豆と同等の価格で販売され、わずかな土地しか持たない人々が収入を得る手段となっている。

## 諸言語における呼称
- 英語: Cape chestnut

ケニア:
- カンバ語: yangu[6]
- キクユ語: mũraraciĩ（モララチエあるいはモララシエ）、mũrũrũa（モローローア）[13]
- キプシギス語（英語版）（Kipsigis）: kipkaria, sasuriet[6]
- サンブル語: larachi[6]
- タイタ語: mogorusi[6]
- マサイ語: ol-larashi[6]
- メル語: mujai, mutimueru[6]

## カロデンドラム属
Hassler (2019) および The Plant List (2013) ではカロデンドラム属として2種が認められており、ケープチェストナットはその一方である。もう一方の種は Calodendrum eickii Engl. であり、これはタンザニアのウサンバラ山地（英: Usambara Mountains）西部にしか自生しておらず、IUCNレッドリストにおいては近絶滅種（Critically Endangered）と評価されている。